# Barranc del Foguer
El Barranc del Foguer és un dels barrancs del terme de la Torre de Cabdella, dins de l'antic terme de Mont-ros.